# Lomelosia graminifolia
Lomelosia graminifolia es una hierba perenne de la familia de la caprifoliáceas anteriormente era llamada Scabiosa graminifolia.

## Descripción
Planta de algo menos de medio metro; perenne, con múltiples tallos aéreos erectos o ascendentes, cortos, y simples, en la base muy ramificados y leñosos, terminando en una inflorescencia. Hojas largas y finas de hasta 10 cm y uno o dos milímetros de ancho, en forma de gramínea y saliendo todas desde la base.  Capítulos de hasta 35 mm de diámetro en la antesis (floración), con pedúnculo muy largo, de hasta 25 cm, corola azulada, involucro  con  12-18  brácteas  de  6-14  mm,  en  2  filas. Florecillas desiguales, las periféricas de mayor tamaño. Fruto en aquenio sin pelos

## Hábitat y distribución
Roquedos y gleras muy expuestas, calcícola
SW y S de Europa, y NW de África (Marruecos). Montes vascos, Pirineos y Prepirineos.

## Taxonomía
Basónimo: Scabiosa graminifolia L. publicado en Cent. Pl. 1: 6. (1755).
- Lomelosia graminifolia (L.) Greuter & Burdet publicado en Willdenowia, 15(1): 74. (1985).

## Sinonimia
- Asterocephalus graminifolius (L.) Spreng.[5]
- Scabiosa graminifolia L.[6]
- Succisa graminifolia (L.) Moench[7]